# علی فرزات
علی فرزات (عربی: علي فرزات؛ متولد ۲۲ ژوئن ۱۹۵۱) یک کاریکاتوریست سیاسی سوری است. او بیش از ۱۵۰۰۰ کاریکاتور در روزنامه‌های سوریه، عربی و بین‌المللی منتشر کرده‌است. او به عنوان رئیس انجمن کاریکاتوریست‌های عرب فعالیت می‌کند. فرزات در سال ۲۰۱۱ جایزه ساخاروف را دریافت کرد. وی در سال ۲۰۱۲ توسط مجله تایم به عنوان یکی از ۱۰۰ فرد تأثیرگذار در جهان انتخاب شد